# Ates Gürpinar

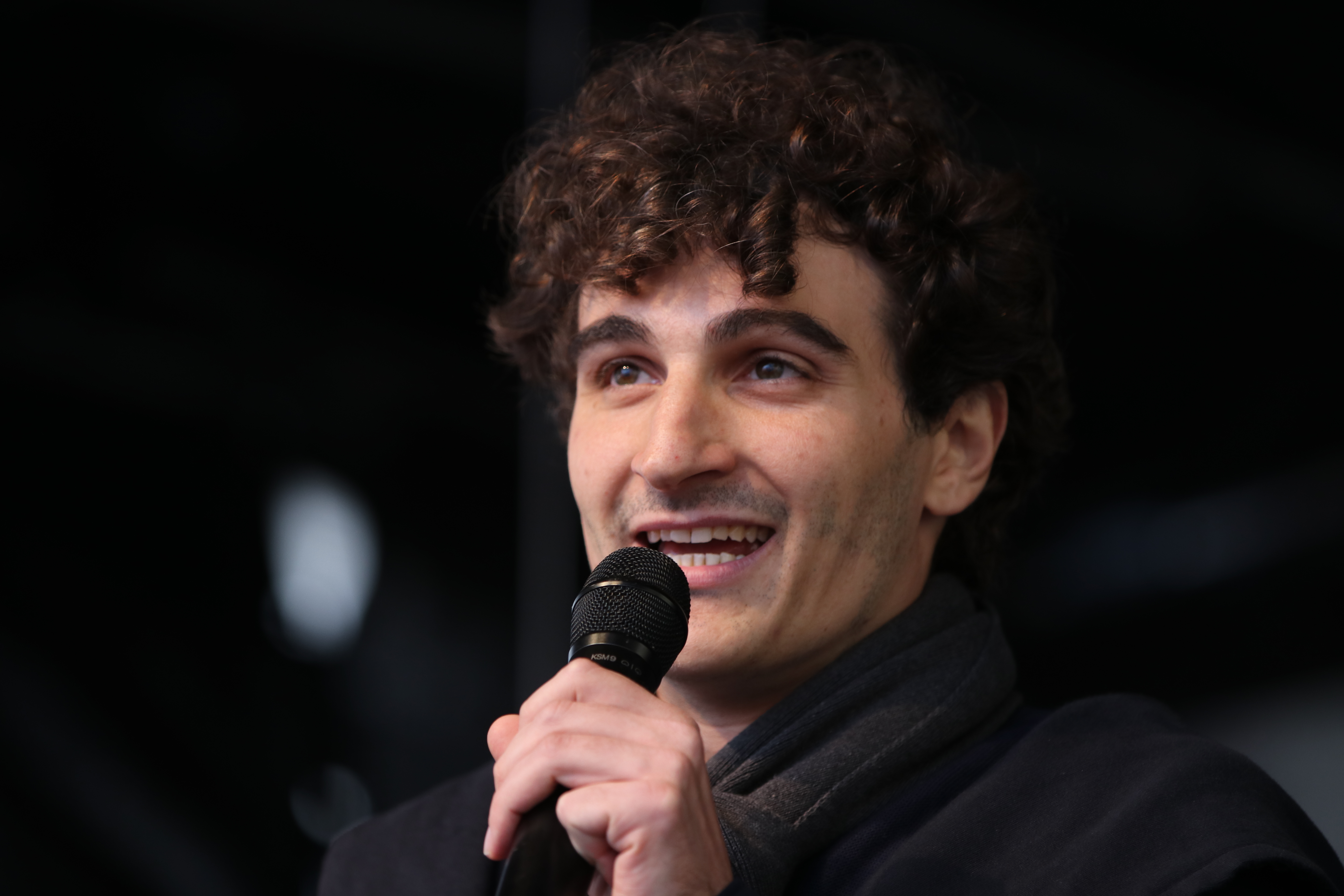
Gürpinar em 2018

Ates Gürpinar (Darmstadt, 25 de setembro de 1984) é um político alemão do partido político Die Linke. Ele foi eleito para o Bundestag nas eleições federais alemãs de 2021, representando o estado da Baviera.
Gürpinar nasceu de pai turco e mãe alemã.